# Flaga obwodu kirowskiego
Flaga obwodu kirowskiego, będącego częścią Federacji Rosyjskiej zatwierdzona 26 czerwca 2003 to prostokątny materiał w proporcjach (szerokość do długości) - 2:3, składający się z trzech pasów. Największy, koloru białego (symbol czystości, dobra, skromności i śnieżnej zimy), zajmuje 3/4 szerokości materiału. Pod nim znajdują się dwa pasy, po 1/8 szerokości materiału każdy: zielony (kolor nadziei, padości, zdrowia oraz płodności ziemi i bogactw lasów) i lazurowy (kolor wierności, uczciwości, prawości - symbolizuje rzekę Wiatkę, która jednoczy na swoich brzegach mieszkańców obwodu). W centrum białego pasa w odległości 1/8 szerokości materiału od górnej i dolnej krawędzi jest umieszczona herardyczna tarcza herbu obwodu kirowskiego.